# Transvision Vamp
Transvision Vamp fue una banda británica de rock alternativo, que alcanzó sus mayores éxitos a finales de la década de los ochenta. Formada en 1986 por Nick Christian Sayer (guitarrista y compositor) y Wendy James (cantante), fueron identificados como parte del género «Blonde pop» o «Blonde wave», bandas a cuyo frente estaba una cantante solista femenina, generalmente rubia, acompañada por músicos varones con indumentaria negra y típicamente roquera.

## Carrera
Transvision Vamp inicia su andadura en 1986 cuando Nick Christian Sayer conoce a la cantante Wendy James, y le propone interpretar las canciones que aquel ha compuesto. La formación inicial se completa con el teclista Tex Axile, el bajista Dave Parsons, y el batería Pol Burton. Tanto Axile como Parsons procedían de grupos de punk: el primero, en particular, de The Moors Murderers; y el segundo, de The Partisans.

### Inicios y primer álbum
Después de firmar en diciembre de 1986 con MCA Records, lanzaron al año siguiente su primer sencillo "Revolution Baby". Se consideró un fracaso por la cubierta; el segundo sencillo fue la canción "Tell That Girl to Shut Up" compuesta por el grupo Holly and the Italians en abril de 1988, logrando escaso éxito en el Reino Unido. Sin embargo, sí consiguió algún éxito internacional al llegar en Australia al puesto número 44, y en EE. UU. al puesto número 87 de la lista de sencillos Billboard Hot 100.
Un mes después el tercer sencillo, "I Want Your Love", entró directamente en la lista de los diez sencillos más populares de Reino Unido (puesto 5); tuvo un éxito aún mayor en Australia, entrando directamente al puesto séptimo y permaneciendo durante 22 semanas en el top 50. 
Se reeditó de nuevo el sencillo "Revolution Baby" consiguiendo un éxito moderado, llegando a los puestos 30 en Reino Unido y 32 en Australia.
El cuarto sencillo "Sister Moon" tuvo menos éxito en Reino Unido, alcanzando el puesto 41 de la lista de sencillos, pero fue un fracaso en Australia al alcanzar sólo el número 91. La banda lanzó entonces su primer álbum Pop Art en octubre de 1988. Fue un gran éxito en el Reino Unido, alcanzando el puesto cuarto de la lista de álbumes, y permaneciendo en ella durante 32 semanas. 
El álbum tuvo igualmente gran éxito en Australia. Alcanzó el puesto número 13, y se mantuvo entre los 50 primeros durante 45 semanas, convirtiéndose en el álbum número 25 más exitoso del año 1989.

### Segundo álbum y éxito internacional
1989 fue el año más exitoso de la banda, con el lanzamiento del sencillo "Baby I Don't Care". La canción llegó al puesto tercero en el Reino Unido y Australia, convirtiéndose en el sencillo más exitoso de la banda en ambos países. En Australia el sencillo estuvo 20 semanas en el top 50, siendo el 25º sencillo más vendido del año. 
El álbum que incluía dicho sencillo, Velveteen, fue lanzado inmediatamente y entró directamente al primer puesto de la lista UK Albums Chart, permaneciendo en ella durante 26 semanas. Velveteen también alcanzó el segundo puesto en la lista australiana ARIA Albums Chart, permaneciendo 16 semanas en el top 50 y siendo el 39.º álbum más vendido del año.
El segundo sencillo del disco Velveteen fue "The Only One", que alcanzó el puesto 15 en el Reino Unido y 30 en Australia. Los siguientes singles, "Landslide of Love" y "Born to Be Sold" tuvieron bastante éxito en el Reino Unido al alcanzar el puesto 14 y 22 respectivamente. En Australia, sin embargo, ninguno alcanzó el top 50, llegando "Landslide of Love" al n.º 65 y "Born to Be Sold" al 97.

### Decadencia
En junio de 1991 MCA Records se negó a vender el tercer álbum de Transvision Vamp, Little Magnets Versus the Bubble of Babble, en el Reino Unido, debido a informes sobre la "suavidad" de la música y tras dos singles muy promocionados que cayeron demasiado pronto. En Australia, sí se publicó el álbum y llegó al puesto 25, permaneciendo nueve semanas en la lista australiana ARIA Albums Chart. 
El primer sencillo "(I Just Wanna) B with U" entró en el top 20 de Australia, alcanzando el puesto 16, mientras en el Reino Unido la canción alcanzó el puesto décimo tercero.
El segundo sencillo "If Looks Could Kill" no tuvo éxito, llegando a los puestos 41 en el Reino Unido y 51 en Australia. Fue el último sencillo de la banda antes de su disolución.
Sobre el tercer álbum, Wendy James había comentado "...se estrenó en Estados Unidos. La discográfica inglesa no estaba convencida con este disco, así que íbamos a esperar a ver qué tal lo hacía en otros países. Cuando decidieron que estaban listos para sacarlo, ya habíamos decidido separarnos, por lo que nunca salió".
El grupo se separó oficialmente en febrero de 1992, con un comunicado de MCA.

## En solitario
Wendy James inició su carrera en solitario en 1993 con el álbum escrito por Elvis Costello Now Ain't the Time for Your Tears. No tuvo éxito comercial, llegando sólo al puesto 43 en el Reino Unido. El primer sencillo "The Nameless One" alcanzó el puesto 34 de la lista de sencillos de Reino Unido, mientras el segundo sencillo "London's Brilliant" formalizó el fracaso del álbum al conseguir sólo el puesto 62. MCA y Wendy James se separaron en agosto de 1993.
El siguiente disco, grabado por One Little Indian no llegó a publicarse. En 2004 formó la banda llamada Racine con la que grabó dos discos. Ninguno se publicó; sólo el sencillo "Grease Monkey" llegó a venderse, llegando al puesto 103 de la lista del Reino Unido. Se separaron y cerraron el web oficial de la banda en diciembre de 2008.
Anthony Doughty (Tex Axile) se unió a la banda Max con Matthew Ashman, Kevin Mooney, John Reynolds y John Keogh en la que tocaba los teclados. Lanzaron un álbum producido por Trevor Horn en 1992, "Silence Running". John Keogh murió tras comenzar la venta, y Ashman un par de años después. Doughty continúa lanzando discos en solitario bajo su propio sello.
Dave Parsons se unió a la banda Bush, una banda inglesa de post-grunge y rock alternativo considerada la pionera del género post grunge y que vendió más de 10 millones de discos.

## Integrantes
- Nick Christian Sayer: guitarrista y compositor (1986–1991)
- Wendy James: cantante (1986–1991)
- Dave Parsons: bajo(1986–1991)
- Tex Axile: teclados y baterías (1986–1991)
- Pol Burton: baterías (1986–1989)

## Discografía

### Álbumes de estudio
| Año  | Disco y detalles                                                                                               | Máximo puesto lista de ventas | Máximo puesto lista de ventas | Máximo puesto lista de ventas | Máximo puesto lista de ventas | Máximo puesto lista de ventas | Máximo puesto lista de ventas | Máximo puesto lista de ventas |
| Año  | Disco y detalles                                                                                               | Reino Unido                   | Australia                     | Suecia                        | Suiza                         | Nueva Zelanda                 | EE. UU.                       |                               |
| ---- | --- | ----------------------------- | ----------------------------- | ----------------------------- | ----------------------------- | ----------------------------- | ----------------------------- | ----------------------------- |
| 1988 | Pop Art - Vendido: octubre de 1988 - Discográfica: MCA Records - Formato: CD, Casete, LP, Vinilo               | 4                             | 13                            | 25                            | 20                            | 50                            | 115                           |                               |
| 1989 | Velveteen - Vendido: julio de 1989 - Discográfica: MCA - Formato: CD, Casete, LP, Vinilo                       | 1                             | 2                             | 37                            | 16                            | 12                            | −                             |                               |
| 1991 | Little Magnets Versus the Bubble of Babble - Vendido: agosto de 1991 - Discográfica: MCA - Formato: CD, Casete | −                             | 25                            | 27                            | −                             | 14                            | −                             |                               |

### Sencillos
| Año  | Título                            | Máximo puesto lista de ventas | Máximo puesto lista de ventas | Máximo puesto lista de ventas | Máximo puesto lista de ventas | Máximo puesto lista de ventas | Máximo puesto lista de ventas | Máximo puesto lista de ventas | Máximo puesto lista de ventas | Máximo puesto lista de ventas | Máximo puesto lista de ventas | Álbum                                      |
| Año  | Título                            | Reino Unido                   | Australia                     | Suecia                        | Suiza                         | Holanda                       | Noruega                       | Nueva Zelanda                 | EE. UU.                       | US Dance                      | US Rock                       | Álbum                                      |
| ---- | --------------------------------- | ----------------------------- | ----------------------------- | ----------------------------- | ----------------------------- | ----------------------------- | ----------------------------- | ----------------------------- | ----------------------------- | ----------------------------- | ----------------------------- | ------------------------------------------ |
| 1987 | "Revolution Baby"                 | 77                            | −                             | −                             | −                             | −                             | −                             | −                             | −                             | −                             | −                             | Pop Art                                    |
| 1988 | "Tell That Girl to Shut Up"       | 45                            | 44                            | −                             | −                             | −                             | −                             | −                             | 87                            | −                             | 9                             | Pop Art                                    |
| 1988 | "I Want Your Love"                | 5                             | 7                             | 8                             | 4                             | 32                            | 1                             | 9                             | −                             | −                             | −                             | Pop Art                                    |
| 1988 | "Revolution Baby" (relanzamiento) | 30                            | 24                            | −                             | −                             | −                             | −                             | 37                            | −                             | −                             | −                             | Pop Art                                    |
| 1988 | "Sister Moon"                     | 41                            | 91                            | −                             | −                             | −                             | −                             | −                             | −                             | −                             | −                             | Pop Art                                    |
| 1989 | "Baby I Don't Care"               | 3                             | 3                             | −                             | −                             | −                             | −                             | 29                            | −                             | −                             | −                             | Velveteen                                  |
| 1989 | "The Only One"                    | 15                            | 30                            | −                             | −                             | −                             | −                             | 22                            | −                             | −                             | −                             | Velveteen                                  |
| 1989 | "Landslide of Love"               | 14                            | 65                            | −                             | −                             | −                             | −                             | −                             | −                             | −                             | −                             | Velveteen                                  |
| 1989 | "Born to Be Sold"                 | 22                            | 97                            | −                             | −                             | −                             | −                             | −                             | −                             | −                             | −                             | Velveteen                                  |
| 1991 | "(I Just Wanna) B with U"         | 30                            | 16                            | −                             | −                             | −                             | −                             | −                             | −                             | 40                            | 14                            | Little Magnets Versus the Bubble of Babble |
| 1991 | "If Looks Could Kill"             | 41                            | 51                            | −                             | −                             | −                             | −                             | 38                            | −                             | −                             | −                             | Little Magnets Versus the Bubble of Babble |

### Compilaciones
- The Complete 12"ers Collection Vol. 1 (1990, MCA Records)
- Mixes (1992, MCA Records)
- Kiss Their Sons (1998, Universal Records)
- Baby I Don't Care (2002, Spectrum Music)